# Dioscoreophyllum gossweileri
Dioscoreophyllum gossweileri är en tvåhjärtbladig växtart som beskrevs av Arthur Wallis Exell. Dioscoreophyllum gossweileri ingår i släktet Dioscoreophyllum och familjen Menispermaceae. Inga underarter finns listade i Catalogue of Life.